# David Gilmour, 4. Baronet
Sir David Robert Gilmour, 4. Baronet (* 14. November 1952) ist ein schottischer Autor.

## Leben
Er ist der erste Sohn des Life Peers Ian Gilmour, Baron Gilmour of Craigmillar und der Lady Caroline Margaret Montagu-Douglas-Scott, jüngste Tochter des 8. Duke of Buccleuch. Am 27. September 1975 heiratete er Sarah Anne Bradstock, mit der er drei Töchter und einen Sohn hat. Beim Tod seines Vaters 2007 erbte er dessen nachgeordneten Adelstitel eines Baronet, of Liberton and Craigmillar in the County of Midlothian.
Er wurde am Eton College erzogen und studierte am Balliol College der University of Oxford. Er ist Fellow der Royal Society of Literature. Er schreibt regelmäßig Buchbesprechungen für London Review of Books, Financial Times, Corriere della Sera, Times Literary Supplement, Spectator, Independent on Sunday und New York Review of Books. Er gewann mehrere Preise als Autor: Duff Cooper Prize, in Endauswahl des Whitbread Prize, Saltire Prize und Marsh Biography Award, Elizabeth Longford Historical Biography Prize 2003. Die meisten seiner Bücher haben die Geschichte der Länder und Leute rund um das Mittelmeer zum Thema. Sein Werk Auf der Suche nach Italien (2013) sei ein „Buch, das kundig und schön lesbar ist, gespeist aus ebenso viel Ortskenntnis wie Lektüre“, urteilte Johan Schloemann.

## Werke
- Dispossessed. The Ordeal of the Palestinians 1917–1980. Sidgwick & Jackson, London 1980.
- Lebanon: The Fractured Country. rev. Sphere Books, London, 1984.
- The Transformation of Spain from Franco to the Constitutional Monarchy. Quartet Books, London 1985.
- The Hungry Generations (Novelle). Sinclair-Stevenson, London 1991.
- Cities of Spain. Dee, Chicago 1992.
- The Last Leopard: A Life of Giuseppe Tomasi di Lampedusa. Quartet Books, London 1988.
- Curzon, 1994. ISBN 0-333-64406-9.
- The Long Recessional: The Imperial Life of Rudyard Kipling. 2002.
- The Ruling Caste: Imperial Lives in the Victorian Raj. Pimlico, London 2007
- Auf der Suche nach Italien, eine Geschichte der Menschen, Städte und Regionen von der Antike bis zur Gegenwart. Übersetzung Sonja Schumacher. Klett-Verlag, Stuttgart, 2013[2] Original: The Pursuit of Italy: A History of a Land, its Regions and their Peoples. 2011.